# San Ignacio (tỉnh)
Tỉnh San Ignacio (tiếng Tây Ban Nha: Provincia de San Ignacio) là một tỉnh thuộc vùng Cajamarca của Peru. Tỉnh San Ignacio có diện tích 4990 km², dân số thời điểm theo điều tra dân số ngày 11 tháng 7 năm 1993 là 112526 người. Tỉnh lỵ đóng ở San Ignacio.